# Dusona genalis
Dusona genalis là một loài tò vò trong họ Ichneumonidae.